# Rick Story
Rick Thomas Story (nacido el 28 de agosto de 1984) es un artista marcial mixto estadounidense retirado.

## Primeros años
Rick nació en Tacoma, Washington. A la edad de tres años, los padres de Rick se divorciaron. Rick creció en Spanaway, Washington con su abuela y su hermana mayor, Isabel.
Rick asistió a las Escuela de Secundaria de Bethel en Spanaway, Washington, donde fue luchador y jugador de fútbol.

## Carrera de artes marciales mixtas

### Ultimate Fighting Championship
Story se enfrentó a John Hathaway el 13 de junio de 2009 en UFC 99. Story perdió la pelea por decisión unánime.
El 19 de septiembre de 2009, Story se enfrentó a Brian Foster en UFC 103. Story ganó la pelea por sumisión en la segunda ronda. Tras el evento, ambos peleadores ganaron el premio a la Pelea de la Noche y Story obtuvo el premio a la Sumisión de la Noche.
El 11 de enero de 2010, Story se enfrentó a Jesse Lennox en UFC Fight Night 20. Story ganó la pelea por decisión dividida.
Story se enfrentó a Nick Osipczak el 10 de abril de 2010 en UFC 112. Story ganó la pelea por decisión dividida.
Story se enfrentó a Dustin Hazelett el 7 de agosto de 2010 en UFC 117. Story ganó la pelea por nocaut técnico en la segunda ronda.
Story se enfrentó a Johny Hendricks el 4 de diciembre de 2010 en The Ultimate Fighter 12 Finale. Story ganó la pelea por decisión unánime.
El 28 de mayo de 2011, Story se enfrentó a Thiago Alves en UFC 130. Story ganó la pelea por decisión unánime.
Story se enfrentó a Charlie Brenneman el 26 de junio de 2011 en UFC on Versus 4. Story perdió la pelea por decisión unánime.
El 19 de noviembre de 2011, Story se enfrentó a Martin Kampmann en UFC 139. Story perdió la pelea por decisión unánime.
Story se enfrentó a Brock Jardine el 22 de junio de 2012 en UFC on FX 4. Story ganó la pelea por decisión unánime.
Story se enfrentó a Demian Maia el 13 de octubre de 2012 en UFC 153. Story perdió la pelea por sumisión en la primera ronda.
El 16 de marzo de 2013, Story se enfrentó a Quinn Mulhern en UFC 158. Story ganó la pelea por nocaut técnico en la primera ronda.
Story se enfrentó a Mike Pyle el 25 de mayo de 2013 en UFC 160. Story perdió la pelea por decisión dividida.
Story se enfrentó a Brian Ebersole el 16 de noviembre de 2013 en UFC 167. Story ganó la pelea por decisión unánime.
El 15 de marzo de 2014, Story se enfrentó a Kelvin Gastelum en UFC 171. Story perdió la pelea por decisión dividida.
Story derrotó a Leonardo Mafra por sumisión el 16 de julio de 2014 en UFC Fight Night 45.
El 4 de octubre de 2014, Story se enfrentó a Gunnar Nelson en UFC Fight Night 53. Story ganó la pelea por decisión dividida.
El 29 de mayo de 2016, Story se enfrentó a Tarec Saffiedine en UFC Fight Night 88. Story ganó la pelea por decisión unánime.
En su último combate en la UFC, Story se enfrentó a Donald Cerrone el 20 de agosto de 2016 en UFC 202. Perdió la pelea por TKO en la segunda ronda.

## Vida personal
Story es miembro de la Guardia Nacional de los Estados Unidos.

## Campeonatos y logros
- Ultimate Fighting Championship
  - Pelea de la Noche (Una vez)
  - Sumisión de la Noche (Una vez)

## Récord en artes marciales mixtas
| Resultado | Récord | Oponente           | Método                        | Evento                                 | Fecha                    | Ronda | Tiempo | Localización                | Notas                                    |
| --------- | ------ | ------------------ | ----------------------------- | -------------------------------------- | ------------------------ | ----- | ------ | --------------------------- | ---------------------------------------- |
| Derrota   | 21–10  | Handesson Ferreira | TKO (lesión en el hombro)     | PFL 10                                 | 20 de octubre de 2018    | 2     | 1:15   | Washington D. C.            |                                          |
| Victoria  | 21–9   | Carlton Minus      | Sumisión (rear-naked choke)   | PFL 6                                  | 16 de agosto de 2018     | 2     | 2:55   | Atlantic City, New Jersey   |                                          |
| Victoria  | 20–9   | Yuri Villefort     | Decisión (unánime)            | PFL 3                                  | 5 de julio de 2018       | 3     | 5:00   | Washington D. C.            |                                          |
| Derrota   | 19–9   | Donald Cerrone     | TKO (golpes)                  | UFC 202                                | 20 de agosto de 2016     | 2     | 2:02   | Las Vegas, Nevada           |                                          |
| Victoria  | 19–8   | Tarec Saffiedine   | Decisión (unánime)            | UFC Fight Night: Almeida vs. Garbrandt | 29 de mayo de 2016       | 3     | 5:00   | Las Vegas, Nevada           |                                          |
| Victoria  | 18–8   | Gunnar Nelson      | Decisión (dividida)           | UFC Fight Night: Nelson vs. Story      | 4 de octubre de 2014     | 5     | 5:00   | Estocolmo                   |                                          |
| Victoria  | 17–8   | Leonardo Mafra     | Sumisión (arm-triangle choke) | UFC Fight Night: Cerrone vs. Miller    | 16 de julio de 2014      | 2     | 2:12   | Atlantic City, Nueva Jersey |                                          |
| Derrota   | 16–8   | Kelvin Gastelum    | Decisión (dividida)           | UFC 171                                | 15 de marzo de 2014      | 3     | 5:00   | Dallas, Texas               |                                          |
| Victoria  | 16–7   | Brian Ebersole     | Decisión (unánime)            | UFC 167                                | 16 de noviembre de 2013  | 3     | 5:00   | Las Vegas, Nevada           |                                          |
| Derrota   | 15–7   | Mike Pyle          | Decisión (dividida)           | UFC 160                                | 25 de mayo de 2013       | 3     | 5:00   | Las Vegas, Nevada           |                                          |
| Victoria  | 15–6   | Quinn Mulhern      | TKO (golpes)                  | UFC 158                                | 16 de marzo de 2013      | 1     | 3:05   | Montreal                    |                                          |
| Derrota   | 14–6   | Demian Maia        | Sumisión (neck crank)         | UFC 153                                | 13 de octubre de 2012    | 1     | 2:30   | Río de Janeiro              |                                          |
| Victoria  | 14–5   | Brock Jardine      | Decisión (unánime)            | UFC on FX: Maynard vs. Guida           | 22 de junio de 2012      | 3     | 5:00   | Atlantic City, Nueva Jersey |                                          |
| Derrota   | 13–5   | Martin Kampmann    | Decisión (unánime)            | UFC 139                                | 19 de noviembre de 2011  | 3     | 5:00   | San José, California        |                                          |
| Derrota   | 13–4   | Charlie Brenneman  | Decisión (unánime)            | UFC Live: Kongo vs. Barry              | 26 de junio de 2011      | 3     | 5:00   | Pittsburgh, Pensilvania     |                                          |
| Victoria  | 13–3   | Thiago Alves       | Decisión (unánime)            | UFC 130                                | 28 de mayo de 2011       | 3     | 5:00   | Las Vegas, Nevada           |                                          |
| Victoria  | 12–3   | Johny Hendricks    | Decisión (unánime)            | The Ultimate Fighter 12 Finale         | 4 de diciembre de 2010   | 3     | 5:00   | Las Vegas, Nevada           |                                          |
| Victoria  | 11–3   | Dustin Hazelett    | TKO (golpes)                  | UFC 117                                | 7 de agosto de 2010      | 2     | 1:15   | Oakland, California         |                                          |
| Victoria  | 10–3   | Nick Osipczak      | Decisión (dividida)           | UFC 112                                | 10 de abril de 2010      | 3     | 5:00   | Abu Dhabi                   |                                          |
| Victoria  | 9–3    | Jesse Lennox       | Decisión (dividida)           | UFC Fight Night: Maynard vs. Diaz      | 11 de enero de 2010      | 3     | 5:00   | Fairfax, Virginia           |                                          |
| Victoria  | 8–3    | Brian Foster       | Sumisión (arm-triangle choke) | UFC 103                                | 19 de septiembre de 2009 | 2     | 1:09   | Dallas, Texas               | Pelea de la Noche; Sumisión de la Noche. |
| Derrota   | 7–3    | John Hathaway      | Decisión (unánime)            | UFC 99                                 | 13 de junio de 2009      | 3     | 5:00   | Colonia                     |                                          |
| Victoria  | 7–2    | Brandon Melendez   | Sumisión (rear-naked choke)   | EWC: Vancouver                         | 6 de septiembre de 2008  | 1     | 2:17   | Ridgefield, Washington      |                                          |
| Victoria  | 6–2    | Wesley Welch       | KO (golpes)                   | Carnage at the Creek 3                 | 22 de agosto de 2008     | 1     |        | Shelton, Washington         |                                          |
| Victoria  | 5–2    | Jake Ellenberger   | Decisión (unánime)            | SportFight 23                          | 20 de junio de 2008      | 3     | 5:00   | Portland, Oregón            |                                          |
| Victoria  | 4–2    | Ryan Healy         | Decisión (unánime)            | EWC: May Massacre                      | 10 de mayo de 2008       | 5     | 5:00   | Salem, Oregón               |                                          |
| Victoria  | 3–2    | James Dodge        | Sumisión (rear-naked choke)   | EWC: Welterweight War                  | 23 de febrero de 2008    | 1     | 3:37   | Salem, Oregón               |                                          |
| Victoria  | 2–2    | Jake Paul          | TKO (golpes)                  | EWC: Capital Invasion                  | 12 de enero de 2008      | 2     | 1:03   | Salem, Oregón               |                                          |
| Derrota   | 1–2    | Nathan Coy         | Decisión (unánime)            | SportFight 21: Seasons Beatings        | 22 de diciembre de 2007  | 3     | 5:00   | Portland, Oregón            |                                          |
| Victoria  | 1–1    | Julio Paulino      | Decisión (unánime)            | AFC 41: Thankful Throwdowns            | 15 de noviembre de 2007  | 3     | 5:00   | Anchorage, Alaska           |                                          |
| Derrota   | 0–1    | Mario Miranda      | Decisión (unánime)            | Conquest of the Cage                   | 6 de noviembre de 2007   | 3     | 5:00   | Airway Heights, Washington  |                                          |